# Hakob Hakobyan
Hakob Hakobyan (in armeno Հակոբ Հակոբյան?; Akhalkalaki, 29 marzo 1997) è un calciatore georgiano naturalizzato armeno, centrocampista dell'Ararat-Armenia.

## Carriera

### Club
Ha giocato nella prima divisione armena.

### Nazionale
Ha giocato nelle nazionali giovanili armene Under-17, Under-19 ed Under-21.
Nel 2020 ha esordito in nazionale maggiore.

## Palmarès

### Club

#### Competizioni nazionali
- Campionato armeno: 1

Banants: 2013-2014
- Supercoppa d'Armenia: 2

Banants: 2014
Ararat-Armenia: 2024
- Coppa d'Armenia: 1

Banants: 2015-2016